# Ad Sanctam Beati Petri Sedem Divina Dispositione Sublimati
Ad Sanctam Beati Petri Sedem Divina Dispositione Sublimati è una bolla pontificia di papa Giulio II promulgata il 18 febbraio 1507, con essa il papa istituiva l'attuale Università degli Studi di Urbino.